# Pe̍h-ōe-jī
 (mars 2025).

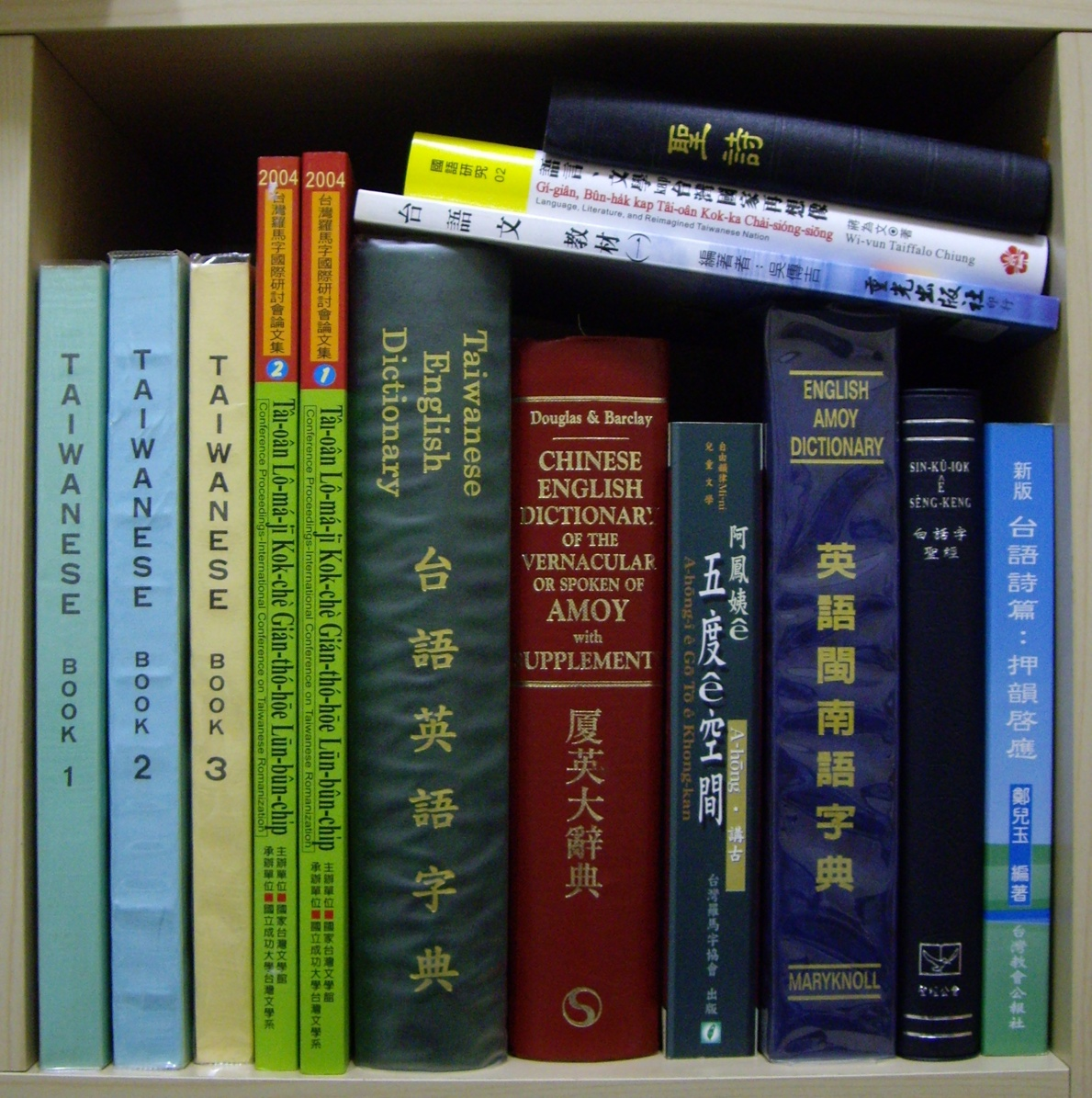
Livres utilisant le système de romanisation Pe̍h-ōe-jī pour le min/taïwanais du sud.

Pe̍h-ōe-jī (POJ) (chinois simplifié : 白话字 ; chinois traditionnel : 白話字 ; pinyin : báihuà zì ; pe̍h-ōe-jī : Pe̍h-ōe-jī) est une translittération des dialectes de la langue chinoise han minnan (une des langues min, minnan signifie Min du Sud) en caractères latins créée et introduite au Fujian et à Taïwan par des missionnaires presbytériens au XIXe siècle.
POJ est la transcription la plus courante pour le taïwanais et le hokkien, et probablement pour le groupe minnan en général. Il existe une variante appelée Pha̍k-fa-sṳ pour le hakka particulièrement bien adaptée au dialecte Siyen. L'équivalent pour le mindong est le Bàng-uâ-cê.
Il existe des équivalents pour différentes langues han. Leurs noms sont semblables en écritures chinoises, mais leur romanisation dépend de la langue :
- gan, nommé Pha̍k-oa-chhi ;
- hainanais (dialecte du minnan), nommé Bǽh-oe-tu (en) ;
- hakka, nommé Pha̍k-fa-sṳ ;
- teochew (dialecte du minnan), nommé Pe̍h-uē-jī ;

Le fuzhounais (dialecte du mindong, autre langue min de l'Est), a quant à lui une méthode nommée Bàng-uâ-cê (平话字/平話字).

## Source
- (en) Cet article est partiellement ou en totalité issu de l’article de Wikipédia en anglais intitulé « Pe̍h-ōe-jī » (voir la liste des auteurs).